# 徐臧军
徐臧军（1992年2月6日—），中国男子帆船运动员，2018年亚洲帆船锦标赛男子470级金牌得主、2018年亚洲运动会男子470级银牌得主、2019年帆船世界杯热那亚站男子470级银牌得主。